# Jérôme Souchier
Pour les articles homonymes, voir Souchier.
Jérôme Souchier, ou Jérôme de la Souchère, né en  Auvergne en 1508  et mort à Rome le 10 novembre 1571, est un cardinal français du XVIe siècle. Il est membre de l'ordre cistercien.

## Repères biographiques
Souchier entre dans l'ordre cistercien dans le monastère de Montpeyroux. Il est abbé de l'abbaye de Clairvaux de 1552 à 1571 ; également abbé de l'abbaye de Cîteaux à partir de 1564, puis supérieur général de son ordre à partir de 1567. Il participe au concile de Trente. Les rois français Henri II, François II et Charles IX apprécient fortement ses conseils. 
Le pape Pie V le crée cardinal lors du consistoire du 24 mars 1568. 